# Pointe de la Finive
Pointe de la Fenive
La pointe de la Finive pour le côté français ou pointe de la Fenive pour le côté suisse est un sommet culminant à 2 833 ou 2 838 mètres d'altitude sur la frontière entre la France et la Suisse, entre la Haute-Savoie à l'ouest et le Valais à l'est,. Située à mi-chemin sur la ligne de crête entre le pic de Tenneverge au nord et le Cheval Blanc au sud, la montagne domine le cirque du Fer-à-Cheval à l'ouest, le lac d'Émosson à l'est et le lac du Vieux Émosson au sud,.

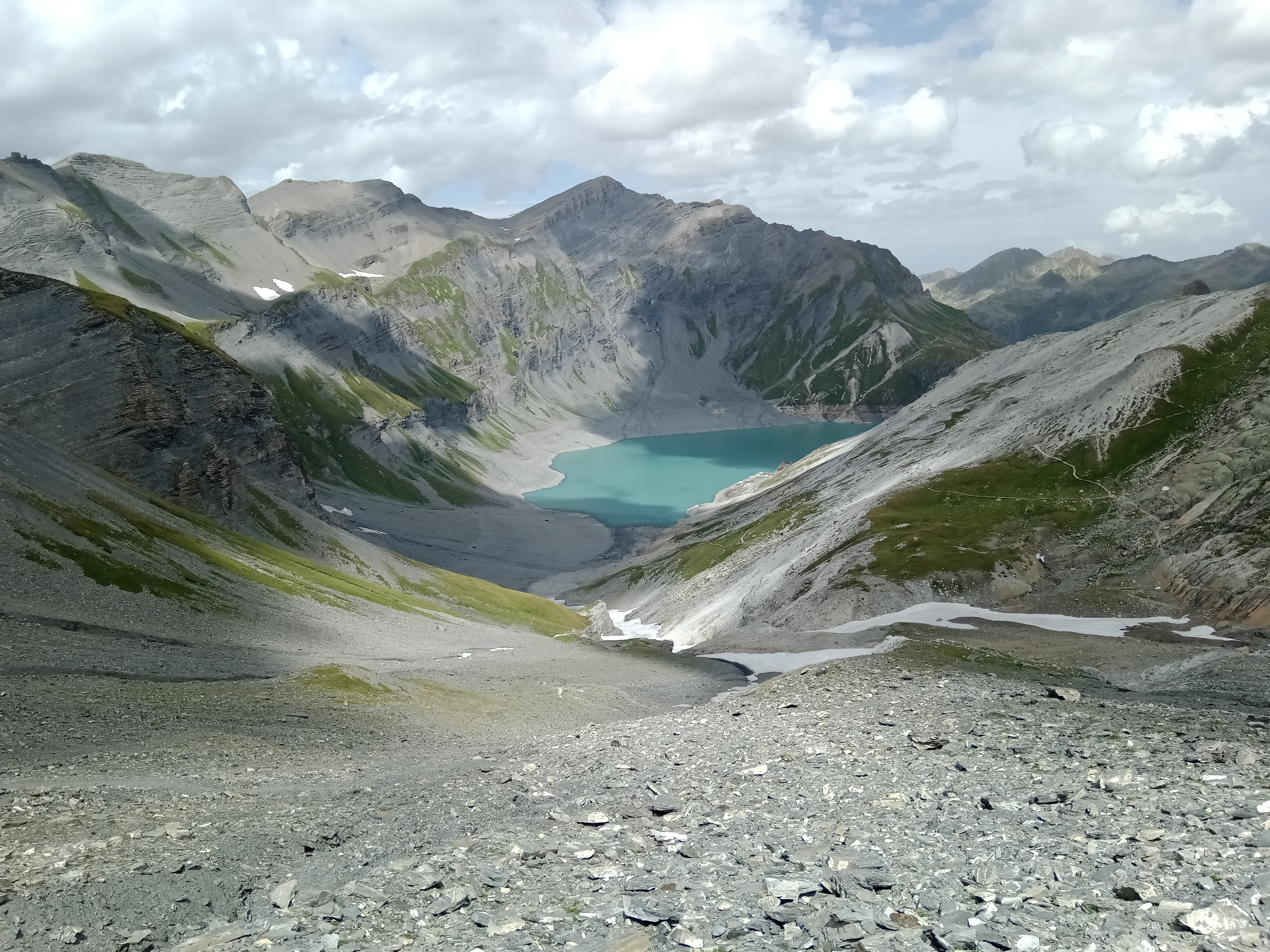
Vue depuis le col des Corbeaux au sud du lac du Vieux Émosson dominé par la pointe de la Finive.